# Saint-Maurice-sur-Mortagne
Saint-Maurice-sur-Mortagne là một xã thuộc tỉnh Vosges trong vùng Grand Est miền đông bắc nước Pháp.